# Поліція Росії
«Поліція Росії» (рос. Полиция России) — складова частина єдиної централізованої системи Міністерства внутрішніх справ Російської Федерації. Включена в органи внутрішніх справ. (Ст. 14 Положення про Міністерство внутрішніх справ Російської Федерації, утв. Указом Президента Російської Федерації від 01.03.2011 № 248 «Питання Міністерства внутрішніх справ Російської Федерації»)
Поліція призначена для захисту життя, здоров'я, прав і свобод громадян Російської Федерації, іноземних громадян, осіб без громадянства; для протидії злочинності, охорони громадського порядку, власності та для забезпечення громадської безпеки.
У межах своєї компетенції керівництво діяльністю поліції здійснюють президент Російської Федерації безпосередньо або через міністра внутрішніх справ, керівники територіальних органів Міністерства внутрішніх справ і керівники підрозділів поліції. Зазначені керівники несуть відповідальність за виконання покладених на поліцію обов'язків.

## Історія поліції Росії

### XVIII століття

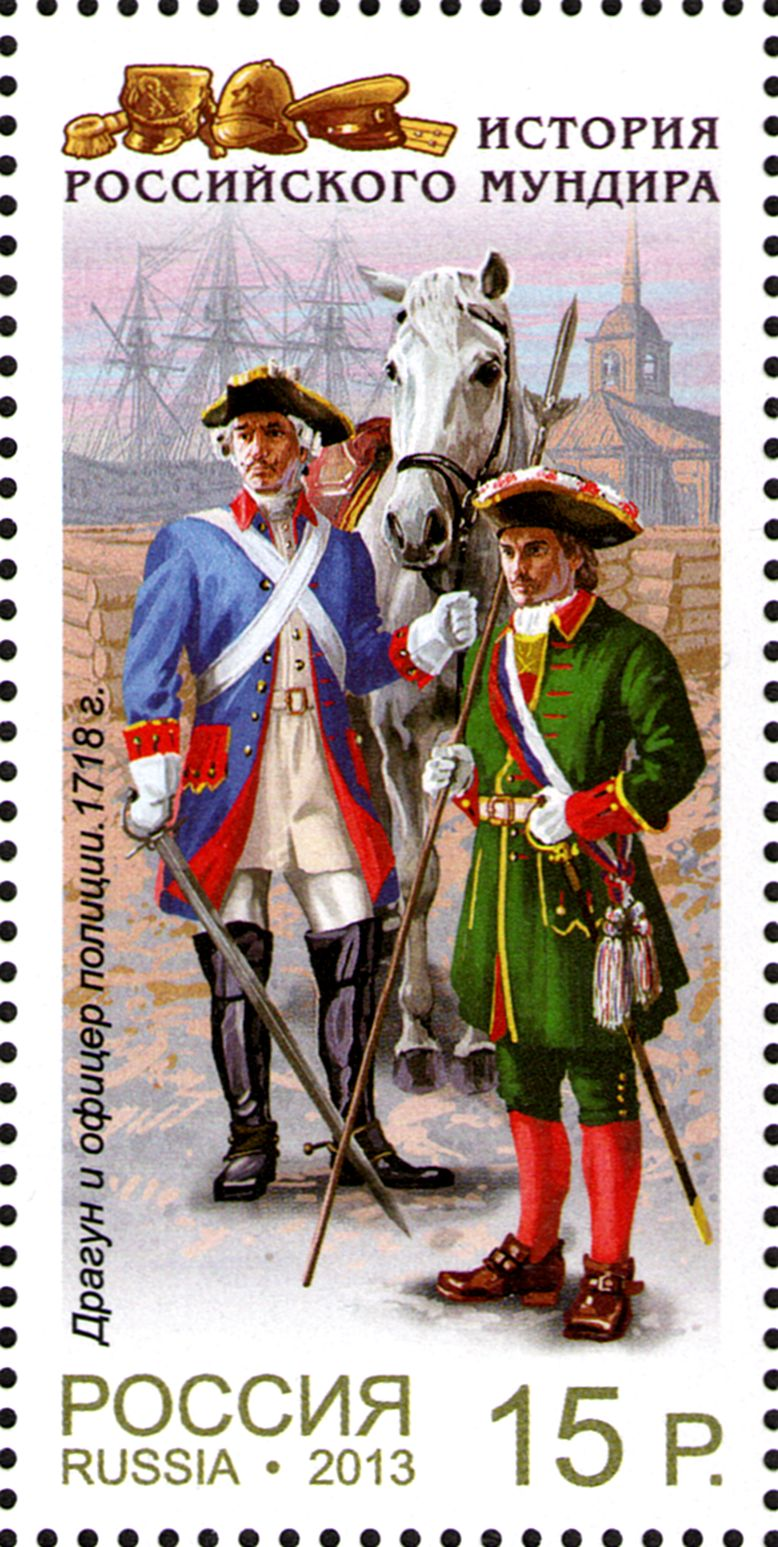
Драгун (зліва) і офіцер поліції. 1718 року. Поштова марка Росії 2013 року

Петро I підпорядкував виконавчу поліцію спостереженню воєвод і губернаторів. «Воєводі піклування мати, щоб земська поліція Царської Величності правість і високість ні в чому від підданих, ніже від сторонніх не була порушена» (інструкція або наказ воєводам і губернаторам 1719, п. 12). Для Петербурга в 1718 р був призначений генерал-поліцмейстером генерал-ад'ютант Дівієр; йому були підпорядковані канцелярія і поліцмейстери, а нижчий поліцейський персонал становили вибирані жителями старости, десятники і «караульники» (вартові), озброєні рушницями.
У 1721 р була заснована в Москві поліцмейстерська канцелярія під начальством обер-поліцмейстера. До відправлення поліцейських функцій, особливо для упіймання розбійників, злодіїв і злих людей, призивалися і військові команди (інструкція польових і гарнізонних команд офіцерам 24 грудня 1719, Полн. Собр. Зак. № 3477). Для цієї ж мети офіцери повинні були закликати з числа жителів «угодних людей». Навіть при земських комісарах, органах фінансового відомства, перебували «три особи підлеглих служителів», які зобов'язані були ловити лихих людей (інструкція земським комісарам 1719 п. 2, Полн. Собр. Зак. № 3 235).
Губернаторам наказувалося тримати «таємних подсильщиків»; для спостереження, щоб «між людьми не було будь-якого хитання». За «Установою про губернії» (1775) поліцейська діяльність у губернії була довірена губернатору і губернському правлінню під головним віданням генерал-губернатора. У місті поліцейське управління було доручено городничому, в повіті — нижньому земському суду (справнику і трьом засідателям), у Петербурзі — обер-поліцеймейстера. Городничий і земський суд під начальством губернського правління відали поліцейські справи: охорона благочиння, порядку і приведення у виконання рішень вищих присутствених місць. Статут Благочиння, виданий в 1782 р., довірив поліцейське управління в містах управам благочиння.
У 1787 р на старшин і старост було покладено охорону безпеки в казенних селищах. Проф. І. Андріївський, виклавши реформи Петра I і Катерини II в області поліцейського управління, головну відмінність між ними бачив у тому, що Петро I, наслідуючи західноєвропейські держави, прагнув посилити поліційну діяльність держави (бюрократична або монократична форма управління), тоді як Катерина II привернула до поліцейському управлінню станові елементи. Навпаки, проф. М. Владимирський-Буданов («Огляд іст. Російського права», 2-е видання, 1888, стор. 239 сл.) Вважається, що між реформами місцевих установ Петра I і Катерини II існує нібито генетичний зв'язок: і Петро, і Катерина прагнули виділити поліцію з інших галузей управління, залучити до поліцейського управління суспільні елементи, організувавши місцеві установи на станових засадах (Бурмистерская палата в Москві, земські хати, городові магістрати — за Петра I).
Павло I, започаткувавши для Петербурга замість міської думи «комісію про постачання резиденції припасами, розпорядком квартир та інших частин, що до поліції приналежать», підпорядкував їй і міське правління (ратгауз), камеральний департамент якого відав господарською поліцією; виконавча поліція була підпорядкована безпосереднього відання губернатора. Аналогічний порядок був введений і в Москві. При Олександрі I поліція матеріального добробуту була доручена Міністерству внутрішніх справ, а поліція безпеки, з 1811 по 1819 г. — Міністерству поліції, по скасуванні якого справи поліція безпеки були зосереджені в Міністерстві внутрішніх справ (Особлива канцелярія).
У 1826 р було утворено Третє відділення Власної Його Величності канцелярії, що відав:
- вищої поліцією безпеки,
- відкриттям винних у підробці фальшивих асигнацій,
- адміністративною висилкою,
- справами про секти,
- збором відомостей про осіб, які перебували під наглядом поліції,
- інститутом жандармерії.
- Воно було скасовано 6 серпня 1880

У пристрої органів виконавчої поліції в губерніях, повітах і столицях Олександр I повернувся до початків Катерини II; були відновлені управи благочиння і земські суди, виборний початок було проведено і в знову приєднаних областях, наприклад в Бессарабії. У 1837 було видано положення про земську поліції, докладно визначило коло влади і предмети відомства поліції і довіривши функції поліції виконавчої в повіті вибирати дворянством земському справника і назначавшимся губернським правлінням становим приставам. Нижчий виконавчий персонал склали десятники, соцькі, пятісотскіе і тисяцькі.
Загальні недоліки дореформених поліцейських установ зводилися: до неповноти і непослідовності проведення початку поділу влади; до роздробленості поліцейських сил щодо попередження та припинення злочинів; до вкрай незадовільного положенню земської поліції: виборний справник не мав фактичної влади над підлеглими йому становими, а сільські засідателі «постійно перебували тільки в сінях» (Ю. Самарін), і до вкрай недостатнього змістом поліцейських чиновників, наслідком чого було розвиток хабарництва.
З введенням судових слідчих (1860 р) поліція була усунена від провадження кримінальних наслідків; роль її була обмежена виробництвом дізнань. Тимчасовими правилами про устрій поліції 26 грудня 1862 (2-е Повна. Собр. Зак., 39087) повітова і міська поліція були об'єднані в загальну повітову поліції; тільки в губернських і деяких великих містах утворено окреме міське поліцейське управління. Земський суд був замінений загальним присутністю повітового поліцейського управління, до складу якого входили: справник і помічник його, призначувані губернатором, і засідателі від дворян і сільських обивателів, скасовані законом 1889 (до складу міського поліцейського управління входили два депутати від міського суспільства, також скасовані за законом 1889). Зміст поліцейських чинів було збільшено; в 1867 р змінена форма обмундирування та озброєння поліції.

### XIX століття

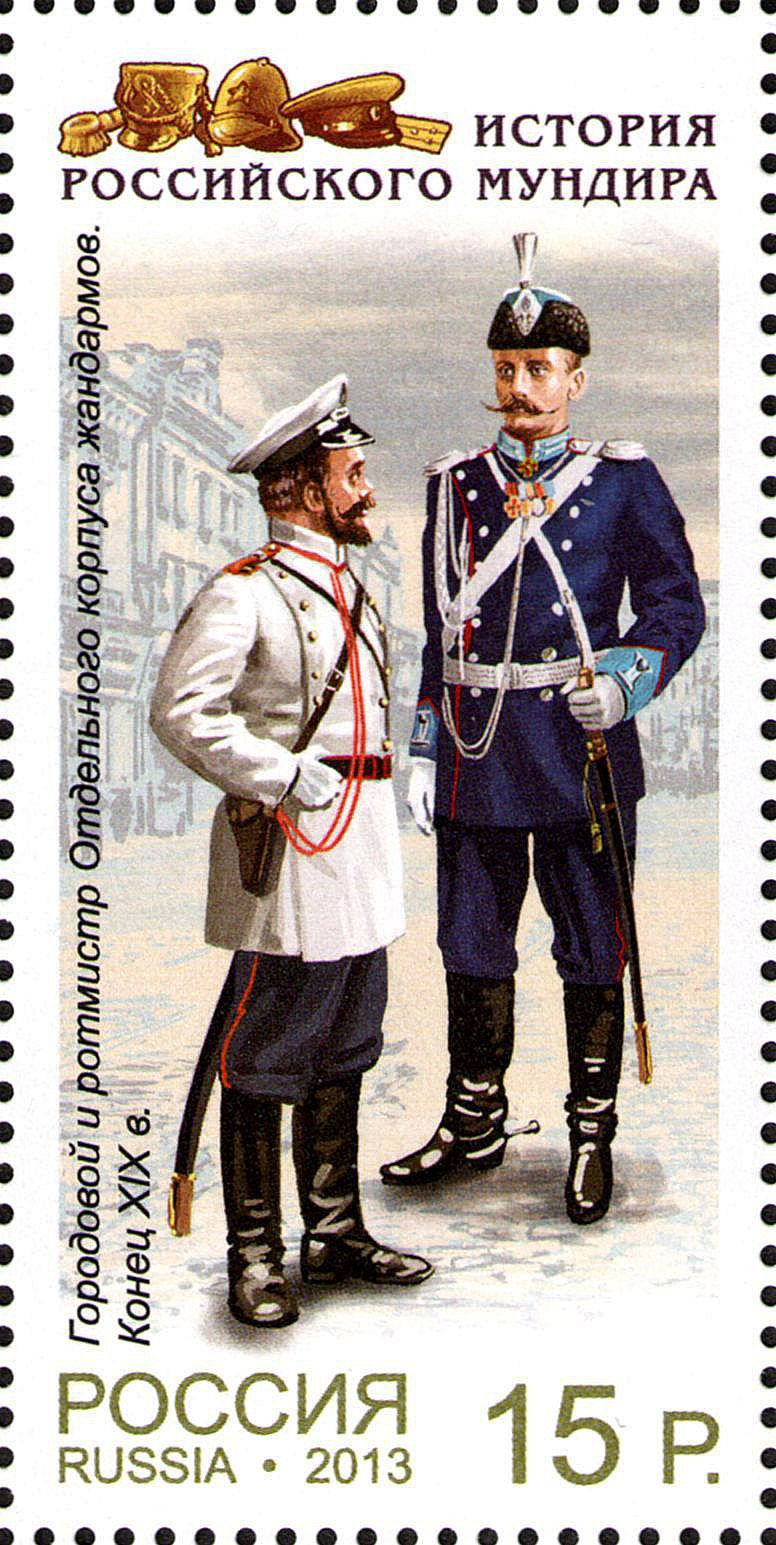
Форма городового і ротмістра Окремого корпусу жандармів в кінці XIX століття. Поштова марка Росії 2013 року.

У 1837 році було видано положення про земську поліції, за яким главою поліції в повіті стали вибирати дворянством земський справник. Йому підпорядковувалися назначавшимся губернським правлінням станові пристави. Ім. у свою чергу, підпорядковувалися десятники, соцькі, пятісотскіе і тисяцькі з селян.
У 1862 році була проведена реформа поліції. Звання городничого було скасовано; городніческіе правління в тих містах, які були підпорядковані повітової поліції, були приєднані до земським судам, перейменованим в повітові поліцейські управління, а в тих містах, які зберегли свою, окрему від повітової, поліцію, вони були перейменовані в міські поліцейські управління.
У 1866 р в повітах Царства Польського була заснована земська стража.
У 1866 році петербурзький обер-поліцмейстер Ф. Ф. Трепов направив Олександру ІІ записку, в якій говорилося: «Істотний пробіл в установі столичної поліції становила відсутність особливої частини зі спеціальною метою виробництва досліджень для розкриття злочинів, вишукування загальних заходів до попередження і припинення злочинів. Обов'язки ці лежали на чинах зовнішньої поліції, яка, несучи на собі всю тяготу поліцейської служби, не мала ні коштів, ні можливості діяти з успіхом у зазначеному відношенні. Для усунення цього недоліку і запропоновано заснувати розшукову поліцію».
Вперше в Російській поліції спеціалізовані підрозділи з розкриття злочинів та проведення дізнання були створені в Санкт-Петербурзі, де в 1866 році була заснована розшукова поліція при канцелярії обер-поліцмейстера. До цього розшукні функції здійснювали судові слідчі і вся поліція в тому вигляді, в якому вона існувала на той момент. Спочатку штат карного розшуку Санкт-Петербурга був невеликий, відділення нараховувало крім начальника його помічника, 4 чиновника з особливих доручень, 12 поліцейських наглядачів (сищиків) і 20 вільнонайманих сищиків (службовців, що мають цивільні чини). Першим начальником Санкт-Петербурзької розшукової поліції 31 грудня 1866 призначений титулярний радник Іван Дмитрович Путілін. З часом, подібні підрозділи були створені в поліцейському управлінні Москви та інших міст. Так з'явилася служба карного розшуку. До 1907 року вони були в Москві, Києві, Ризі, Одесі, Тифлісі, Баку, Ростові-на-Дону і деяких інших великих містах.
У 1879 р було утворено інститут поліцейських урядників у сільській місцевості. Поліцейські урядники призначалися в допомогу становим приставам «для виконання поліцейських обов'язків, а також для нагляду за сотскими і десятниками».
6 серпня 1880 скасована III Відділення Власної Є. І. В. канцелярії і утворено Департамент поліції. З 1889 р начальник поліції в повіті став називатися повітовим справником.

### XX століття

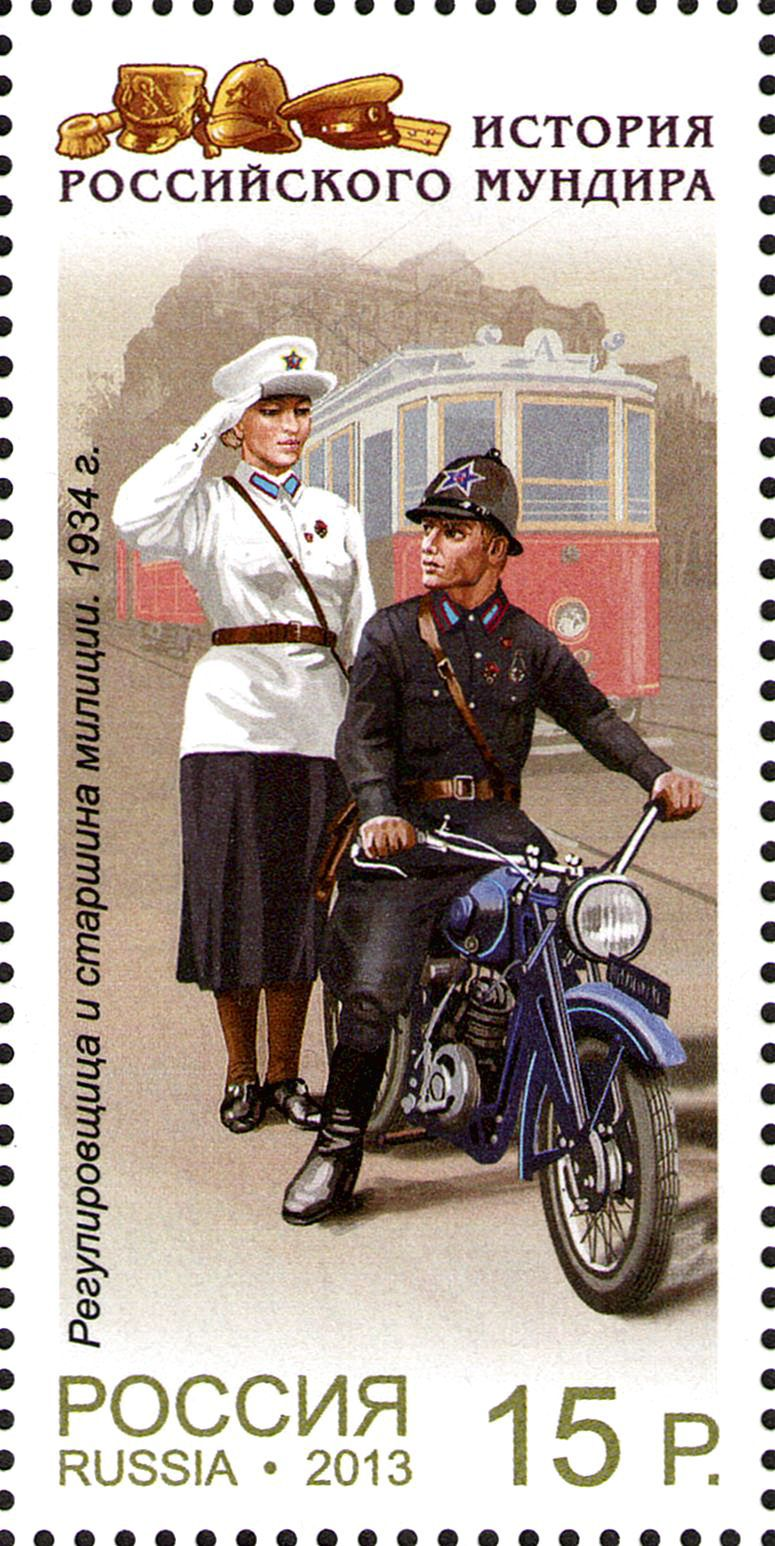
Регулювальниця і старшина міліції. 1934 р

У 1903 році в сільській місцевості, спочатку в 46 губерніях, була введена повітова поліцейська варта. До 1916 р вона поширювалася на 50 губерній.
9 серпня 1910 міністром внутрішніх справ П. А. Столипіним була видана Інструкція чинам розшукових відділень, яка визначала їх завдання та структуру. Кожне розшукове відділення складався з чотирьох структурних підрозділів-столів:
- Особистого затримання.
- Розшуків.
- Спостереження.
- Довідкового реєстраційного бюро.

За розпорядженням П. А. Столипіна при Департаменті поліції були утворені спеціальні курси для підготовки начальників розшукових відділень. На проведеному в 1913 році в Швейцарії Міжнародному з'їзді криміналістів російська розшукова поліція була визнана найкращою у світі за розкриття злочинів. Після лютневої революції постановою Тимчасового Уряду від 10 березня 1917 Департамент поліції був скасований.
Один з ленінських «Квітневих тез» до доповіді «Про завдання пролетаріату в даній революції» від 4 квітня ставив завдання «усунення поліції, армії, чиновництва».
Постановами Тимчасового Уряду «Про затвердження міліції» і «Тимчасовому положенні про міліцію», виданими 17 квітня 1917 засновується «народна міліція». Народна міліція оголошується виконавчим органом державної влади на місцях, «складається в безпосередньому віданні земських і міських громадських управлінь».
Одночасно з державною «народною міліцією» ради робітничих депутатів організовували загони «робочу міліцію» та інші збройні формування, які перебували під впливом різних політичних сил, а часом і поза ними. При цьому робоча міліція не полягала в підпорядкуванні у комісарів міської міліції.
Утворено 3 червня під егідою більшовиків Рада петроградської народної міліції вступив у конфлікт з начальником міської міліції, виставивши політичні гасла у зв'язку з відмовою додатково платити за службу в робочій міліції робочим, які отримують повну зарплату на заводах. Руйнувалася найважливіша державна структура.
Принцип самоорганізації сил правопорядку реалізовувався партією більшовиків деякий час і після жовтня 1917 року. У постанові НКВС «Про робочу міліцію» від 28 жовтня (10 листопада) 1917 року не передбачалися організаційні форми державного міліцейського апарату. Армія і поліція ліквідовувалися, а їх функції переходили до збройного народу.
Робоча міліція носила характер масових самодіяльних організацій, формувалася на засадах добровільних дружин, тому не могла зупинити розгулу злочинності. 10 травня 1918 колегія НКВД прийняла розпорядження: «Міліція існує як постійний штат осіб, що виконують спеціальні обов'язки, організація міліції повинна здійснюватися незалежно від Червоної Армії, функції їх повинні бути строго розмежовані».

### Поліція в сучасній Росії

#### Податкова поліція
20 травня 1993 прийнятий Закон «Про федеральних органах податкової поліції», відповідно до якого як правонаступник Головного управління податкових розслідувань заснований Департамент податкової поліції Росії. Федеральним законом від 17 грудня 1995 року № 200-ФЗ в закон були внесені поправки, відповідно до яких департамент був перейменований у Федеральну службу податкової поліції (ФСПП). Основним завданням наймолодшого на той момент правоохоронного органу, наділеного правом ведення оперативно-розшукової, експертної та слідчої діяльності, встановлювалася боротьба з податковими злочинами та правопорушеннями, а також боротьба з корупцією в податкових органах. З 1 липня 2003 року указом Президента Російської Федерації В. В. Путіна від 11 березня 2003 року № 306 Федеральна служба податкової поліції скасована без пояснення причин. Більшість функцій ФСПП Росії і штат в 16 000 одиниць передані МВС. Матеріальна база і 40000 штатних одиниць передані до новоствореного Держнаркоконтроль.

#### Військова поліція
Ідея створення військової поліції з'явилася в 1989 році і набула особливої актуальності до середини 90-х років XX століття, коли стало остаточно ясно, що контроль за дотриманням військової дисципліни з боку військових комендатур недостатній і потрібна професійна поліцейська служба. У 1996 році в Держдуму був внесений проєкт закону, проте прийнятий він не був. У 2005 році ідею підтримав Президент Російської Федерації Володимир Путін, однак і в той раз далі слів справа не пішла. Про військової поліції знову згадали восени 2009 року і вже через рік міністр оборони РФ підписав відповідну директиву [6]. Військова поліція перебуває в стадії формування, за планами її чисельність в майбутньому становитиме 20 тис. осіб. Нині військової поліції в Росії фактично ще не існує, а її майбутні повноваження не визначені.

#### Наркополіція
федеральна служба Російської Федерації, що перебуває під безпосередньою юрисдикцією президента Російської Федерації. Головна мета діяльності служби — боротьба з незаконним обігом наркотичних засобів, психотропних речовин та їх прекурсорів, а також контроль за дотриманням встановлених норм при їх легальному обороті.

#### Федеральна поліція
Вперше про реформу заговорили восени 2002 року. Відповідно до планів, міліція повинна була бути розділена на федеральну поліцію і муніципальну міліцію. Таким чином, на думку тодішнього заступника керівника кремлівської адміністрації Дмитра Козака, повинно було бути повною мірою реалізовано конституційне право суб'єктів Російської Федерації самостійно здійснювати охорону громадського порядку, що було неможливо при що існувала централізації всередині МВС [8]. Крім того, до кінця 2003 року мало бути створене відомство, яке координує роботу слідчих органів МВС, ФСБ і податкової поліції — Федеральна служба розслідувань [9]. Однак, провальна політика міністра внутрішніх справ Бориса Гризлова, зокрема, ліквідація РУБОП, яка призвела до небувалої корупції в рядах співробітників МВС, змусила зрештою не тільки відмовитися від реформування міністерства, але і зробити його ще більш централізованим, що, в цілому, вписалося в загальну концепцію централізації влади в Росії. Протягом наступних років періодично з'являлася інформація про все-таки можливе здійсненні реформи і створенні федеральної поліції, що включає в себе кримінальну поліцію, поліцію громадської безпеки, міграційну поліцію і спецуправління [10], але нічого з цього виконано не було.

## Реорганізація міліції в поліцію (реформа МВС 2011 року)

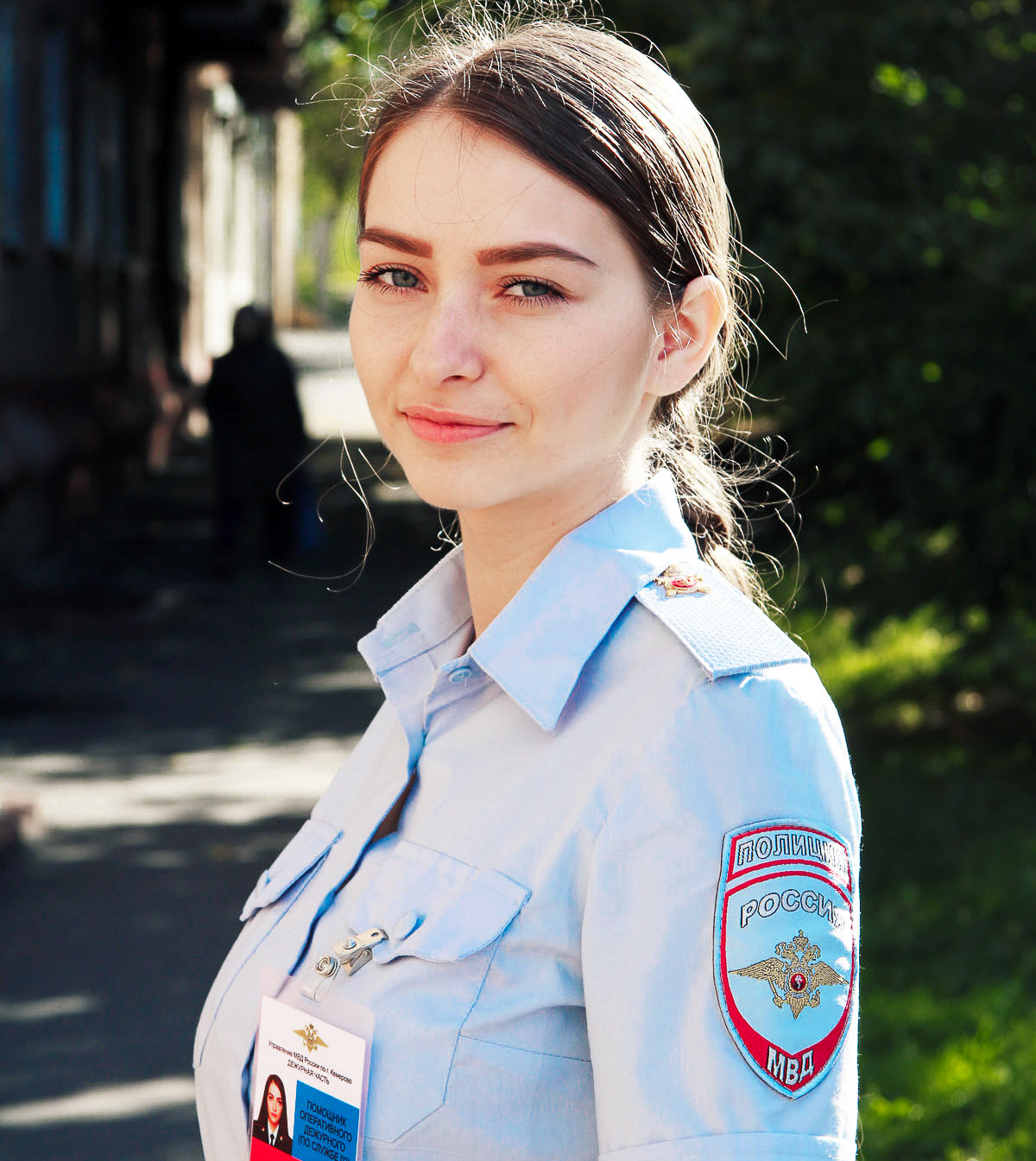
Літній формений одяг рядового співробітника російської поліції

22 січня 2010 року на засіданні асоціації юристів Росії за участю глави МВС Р. Нургалієва С. Степашин заявив, не розкриваючи суті нововведення: «Міліції громадської безпеки, наскільки я знаю — її більше не буде. І напевно, створення професійної поліції — це рішення абсолютно правильне».
Цього разу влада дала зрозуміти, що всерйоз мають намір довести реформу до кінця, а також ухвалили рішення долучити до складання закону пересічних громадян. 6 серпня 2010 президент Росії Дмитро Медведєв на нараді з питань реформування МВС запропонував вже наступного дня надати законопроєкт «Про поліцію» для загального обговорення в Інтернеті.
Тоді ж, 6 серпня 2010 року, Дмитро Медведєв запропонував перейменувати міліцію в поліцію: «Нам потрібні професійні люди, співробітники, які ефективно, чесно і злагоджено виконують свою роботу. Тому я вважаю, що прийшла пора повернути органам правопорядку їхнє ім'я — поліція».
Таким чином 7 серпня 2010 року було запропоновано новий законопроєкт «Про поліцію» (той же законопроєкт із зміненими назвами «міліція» на «поліція»).
Згідно з опитуванням, проведеним ВЦІОМ 14-15 серпня 2010 року, 63 відсотки росіян вважає, що перейменування міліції в поліцію нічого не змінить, і в роботі відомства все залишиться як і раніше.
В цілому, новий законопроєкт є продовженням політики, зворотної тієї, яка проводилася в реформі 2002 року, тобто ще більшої централізації. Скасовуються інститути міліції громадської безпеки та кримінальної міліції. На відміну від міліції, частково підпорядкованої влади суб'єкта федерації, поліція із суб'єктом федерації (щодо законопроєкту) не пов'язана.
В унікальному для Росії онлайн-обговоренні законопроєкту «Про поліцію» взяло участь близько 5000000 чоловік. В результаті, законопроєкт, у порівнянні з початковим виглядом, зазнав значних змін, пов'язані з повноваженнями нової структури. Зокрема, були виключені положення про те, що поліцейські можуть безперешкодно проникати в приміщення громадян, на належні їм земельні ділянки, на території, земельні ділянки та в приміщення, займані громадськими об'єднаннями та організаціями, а також викликала найбільшу критику «презумпція законності» поліції («вимоги співробітника поліції, звернені до громадян і посадових осіб, і вжиті ним дії вважаються законними доти, поки в передбаченому законом порядку не буде встановлено інше»), хоча на думку опозиційних політиків дане формулювання була лише завуальована, а не виключена.
Незважаючи на критику з боку певних верств суспільства і низки опозиційних політичних партій, законопроєкт був прийнятий у першому читанні 10 грудня 2010 Держдума в п'ятницю, 28 січня 2011 прийняла законопроєкт «Про поліцію» в заключному третьому читанні. За прийняття закону висловилися тільки. 315 депутатів підтримали закон, 130 висловилися проти, утрималися не було. Спочатку планувалося, що новий закон набуде чинності вже з січня 2011 року, але офіційно поліція в Росії знову відродилася 1 березня 2011. 7 лютого 2011 президент опублікував у Твіттері повідомлення: «Підписав закон про поліцію. Спасибі всім, хто брав участь в обговоренні цього важливого документа. Закон — перший крок до оновлення МВС».
1 березня 2011 закон про поліцію набув чинності, а з 1 січня 2012 року вся символіка міліції стала недійсною

Нарукавний знак приналежності до МВС Росії
Нарукавний знак патрульно-постової служби
Нарукавний знак дорожньо-патрульної служби
Нарукавний знак транспортної поліції

### Поліцейські звання
| Погони до повсякденної форми одягу |               |                 |                     |                 |                     |                  |                   |                       |
| Звання                             | Кадет поліції | Рядовий поліції | Мл. сержант поліції | Сержант поліції | Ст. сержант поліції | Старшина поліції | Прапорщик поліції | Ст. прапорщик поліції |

| Вищий начальницький склад          | Вищий начальницький склад    | Вищий начальницький склад    | Вищий начальницький склад    | Вищий начальницький склад   | Вищий начальницький склад   | Вищий начальницький склад   | Вищий начальницький склад | Вищий начальницький склад | Вищий начальницький склад | Вищий начальницький склад | Вищий начальницький склад |
| Середній начальницький склад       | Середній начальницький склад | Середній начальницький склад | Середній начальницький склад | Старший начальницький склад | Старший начальницький склад | Старший начальницький склад | Вищий начальницький склад | Вищий начальницький склад | Вищий начальницький склад | Вищий начальницький склад | Вищий начальницький склад |
| ---------------------------------- | ---------------------------- | ---------------------------- | ---------------------------- | --------------------------- | --------------------------- | --------------------------- | ------------------------- | ------------------------- | ------------------------- | ------------------------- | ------------------------- |
| Погони до повсякденної форми одягу |                              |                              |                              |                             |                             |                             |                           |                           |                           |                           |                           |
| Звання                             | Мл. лейтенант поліції        | Лейтенант поліції            | Ст. лейтенант поліції        | Капітан поліції             | Майор поліції               | Підполковник поліції        | Полковник поліції         | Генерал-майор поліції     | Генерал-лейтенант поліції | Генерал-полковник поліції | Генерал поліції           |

## Сучасна структура
У структуру центрального апарату МВС Росії входять такі підрозділи поліції:
- Головне управління позавідомчої охорони (ППС)
- Головне управління по забезпеченню безпеки дорожнього руху (ДАІ, ДПС)
- Головне управління по забезпеченню охорони громадського порядку та координації взаємодії з органами виконавчої влади суб'єктів Російської Федерації.
- Головне управління з протидії екстремізму
- Головне управління власної безпеки.
- Головне управління на транспорті.
- Головне управління карного розшуку.
- Головне управління економічної безпеки і протидії корупції.
- Національне центральне бюро Інтерполу.
- Оперативне керування.
- Управління по забезпеченню безпеки осіб, які підлягають державному захисту.
- Управління із забезпечення діяльності підрозділів спеціального призначення та авіації.
- Управління по забезпеченню безпеки великих міжнародних і масових спортивних заходів.
- Управління оперативно-розшукової інформації.
- Управління з організації дізнання.